# Rolls-Royce RB211
Rolls-Royce RB211 — семейство двигателей с большой степенью двухконтурности, созданных компанией Rolls-Royce Limited и развивающих тягу от 166 до 270 kN. Этот двигатель создавался для Lockheed L-1011 (Tristar), который совершил свой первый полёт в 1972 году, и стоял первоначально лишь на этом самолете.
Стоимость разработок и развития этого двигателя привели Rolls-Royce Limited к банкротству и национализации британским правительством.
Последующие модели этого двигателя производились для различных вариантов Boeing 747, 757 и 767. Некоторые модели использовались как наземные генераторы. RB-211 развился в 1990-х годах в семейство двигателей Rolls-Royce Trent.
RB в имени означает Barnoldswick, город, где компания Rolls-Royce была основана, и где был спроектирован этот двигатель. Двигатель до сих пор работает на 747-х, 757-х и 767-х моделях Boeing.

## История

### Основания для разработки
В 1966 American Airlines объявила свои требования для нового авиалайнера короткой-средней дальности с фокусировкой на низкую стоимость обслуживания на 1 пассажира. Пока они рассматривали двухдвигательный самолет, производители самолетов нуждались в более чем одном пользователе для оправдания развития нового авиалайнера. Eastern Airlines также были заинтересованы, но они нуждались в большей дальности для перелетов через океан. В то время требовалось три двигателя для обеспечения безопасности избыточностью. Другие авиакомпании также поддерживали трехдвигательную схему. Lockheed и Douglas ответили на эти требования самолетами L-1011 TriStar и DC-10 соответственно. Оба имели 3 двигателя, трансконтинентальную дальность полета и количество пассажиров около 300 при широкой схеме размещения с двумя проходами.
Оба самолета требовали новых двигателей. Двигатели тогда переживали период быстрого развития, связанный с концепцией высокой степени двухконтурности, которая позволяла увеличить тягу, сэкономить топливо и уменьшить шум по сравнению с более ранними двигателя с небольшой степенью двухконтурности. Rolls-Royce тогда работал над двигателем класса 200 kN для неудавшейся попытки создать усовершенствованный Hawker Siddeley Trident с RB178. Эта работа была позднее продолжена в RB207 (с тягой 211 kN), который использовался в Airbus A300, перед отменой этой программы в пользу программы RB211.
В то же время Rolls-Royce также работал над серией трехвальных двигателей, которые обещали дать более высокую эффективность. При такой схеме три группы турбин вращают три различных концентрических вала, которые, в свою очередь, вращают три различных секции осевого компрессора, при этом каждая секция компрессора работает на своей осевой скорости. При том, что такая схема позволяет каждой секции компрессора работать на своей оптимальной скорости, она еще и более компактна и прочна, однако более сложна в постройке и обслуживании. Несколько двигателей разрабатывалось в то время, включая RB203 с тягой 44 kN, созданный для замены Rolls-Royce Spey.

### Окончательная схема
На 23 июня 1967 года Rolls-Royce представил двигатель RB211-06 для Lockheed L-1011. Новый двигатель имел тягу 147,8 kN и объединял свойства нескольких развиваемых двигателей: величина, мощность, степень двухконтурности — от RB207 и трёхвальная схема от RB203. В эту конструкцию были добавлены новые материалы: вентилятор был целиком сделан из нового углепластикового материала, называемого Hyfil, развитого в RAE Фарнборо. Это давало значительное сокращение веса, по сравнению с аналогичным вентилятором, сделанным из стали, двигателю же это давало лучшее отношение мощности к весу по отношению к конкурентам. Несмотря на явную выгоду более раннего запуска такого усовершенствованного двигателя в эксплуатацию, Rolls-Royce начал его поставлять и обслуживать только в 1971 году.
Lockheed чувствовал, что эти новые двигатели дадут преимущество в остальном совершенно подобному DC-10. Однако Douglas также направил запрос к Rolls-Royce на двигатели для их DC-10 и в октябре 1967 года Rolls-Royce ответил на их запрос версией RB211-10 с тягой 157,3 kN. Затем последовал период интенсивных переговоров между производителями самолетов Lockheed и Douglas, компаниями, которые могли поддерживать двигатели (Rolls-Royce, General Electric, Pratt & Whitney) и основными авиалиниями США. В течение этого времени цены на двигатели падали вниз, в то время как запрашиваемая тяга двигателей ползла вверх. Ранее 1968 года Rolls-Royce представил двигатель RB211-18 на 180,4 kN. И, в конце концов, 29 марта 1968 года Lockheed наконец объявила о заказе двигателей для 94 L-1011 и разместила у Rolls-Royce 150 заказов на двигатели, названные RB211-22.

### Развитие и тестирование
Сложность RB211-х потребовала длительного периода развития и тестирования. К осени 1969 Rolls-Royce стремился соответствовать данным им гарантиям, но двигателю не хватало тяги, он был слишком тяжёл и расход топлива оставался слишком высоким. Ситуация ухудшилась еще больше, когда в мае 1970 вентилятор из нового материала Hyfil не прошел испытания «встреча с птицей в полете», когда в него выстрелили курицей с большой скоростью. Rolls-Royce продолжил развитие в направлении применения титановых лопастей вентилятора, чтобы застраховаться от трудностей с Hyfil, но это привело к дополнительным расходам и увеличило вес двигателя. Кроме того, на этом пути Rolls-Royce столкнулся с серьёзной технической проблемой, когда было обнаружено, что только одна сторона титановых заготовок имела достаточное металлургическое качество для изготовления лопастей вентилятора.
В сентябре 1970 Rolls-Royce сообщил правительству, что затраты на развитие RB211 повысились до £170,3 миллионов — что почти удваивало первоначальную оценку; более того, предполагаемая стоимость изготовления двигателя теперь превысила £230 375 (заявленную цену продажи двигателя). Проект был в кризисе.

### Банкротство и национализация
В январе 1971 Rolls-Royce стал неплатежеспособным и 4 февраля 1971 была начата процедура банкротства, что представляло серьёзную опасность для программы L-1011 "Тристар". Из-за своего стратегического значения компания была национализирована, консервативное правительство Эдварда Хита позволило завершить развитие RB211.
Поскольку и Lockheed сам по себе находился в уязвимом положении, правительство Великобритании потребовало, чтобы правительство США гарантировало банковские кредиты фирме Lockheed, необходимые для завершения проекта L-1011. Несмотря на некоторую оппозицию правительство США дало эти гарантии. В мае 1971 года новая компания под названием «Rolls-Royce (1971) Ltd» приняла старые активы Rolls-Royce и вскоре был подписан новый контракт с фирмой Lockheed. Новое соглашение отменяло штрафы за несвоевременную поставку, а также увеличивало стоимость каждого двигателя на £110 000.
Кеннет Кит, новый председатель, назначенный для спасения компании, убедил Стэнли Хукера отойти от пенсии и вернуться в Rolls-Royce. В качестве технического директора он руководил командой других пенсионеров, устраняющих оставшиеся проблемы на двигателе RB211-22. Двигатель, наконец, был сертифицирован 14 апреля 1972 года, что почти на год позже, чем первоначально планировалось, и первый L-1011 начал обслуживать авиакомпанию Eastern Air Lines с 26 апреля 1972 года. Хукер был посвящён в рыцари в 1974 году за его роль в разработке RB211-22.
Первоначальная надежность RB211 была ниже, чем ожидалось, в связи с чем фокус программы развития был направлен на достижение гарантий производительности двигателя. В ранних экземплярах RB211-22С номинальные значения тяги несколько снижены и отличаются от более поздней модели 22В. Тем не менее, программа изменений в двигателе в течение первых нескольких лет стала значительно лучше решать вопросы технических неполадок и недоделок, и, кроме того, двигатели к тому времени стали более надежными.

## Серия RB211-524

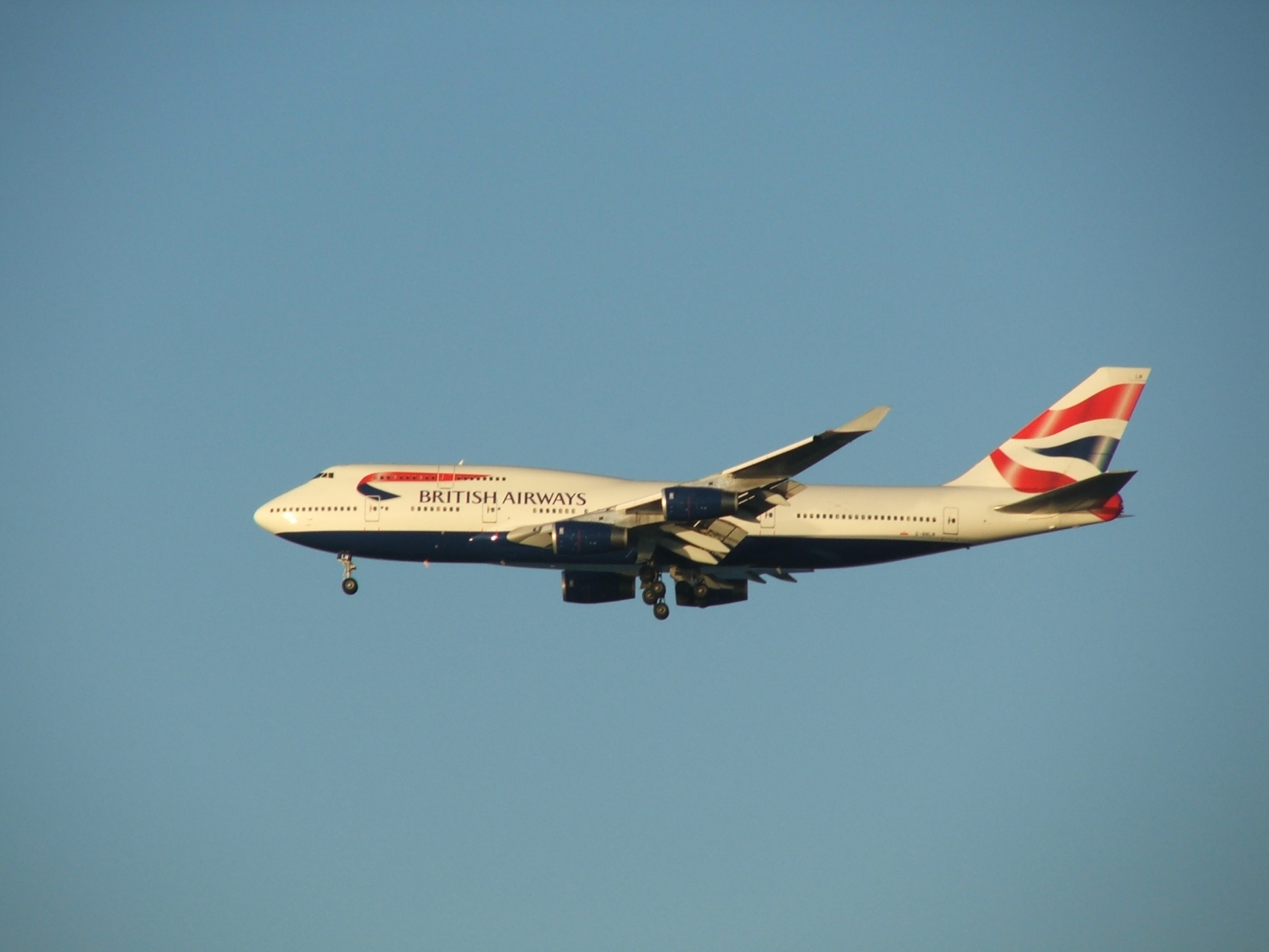
Boeing 747—400 British Airways оснащенный RB211-524G

Хотя двигатели первоначально предназначались только для L-1011-1, Rolls-Royce понимал, что тяга RB211 может быть повышена. Переделав вентилятор и IP (промежуточный) компрессор, команда Хукера добилась повышения тяги двигателя до 222,22 kN. Новая модель была названа RB211-524 и она устанавливалась на новые модели L-1011, а также на Boeing 747.
Rolls-Royce безуспешно пытался продать RB211 Boeing в 1970 году, однако новые −524 имели лучшую производительность и более высокую эффективность нежели те Pratt & Whitney JT9D, которые Boeing изначально выбрал для 747. В октябре 1973 года Boeing решила поставить RB211-524 на Boeing 747-200 и British Airways стала первой авиакомпанией, которая выбрала для себя эту комбинацию. Самолеты с RB211-524 поступили в авиакомпанию в 1977 году. Rolls-Royce продолжал развивать −524-е, увеличивая их тягу от 228,88 kN у −524C до 235,55 kN в −524D, который был сертифицирован в 1981 году. Их использовали авиакомпании Qantas, Cathay Pacific и South African Airways. Когда Boeing разработал еще большие 747-400, им потребовалось ещё больше тяги, на что Rolls-Royce ответил модификацией −524G с тягой 257,77 kN, а затем −524H с 269,33 kN: это были первые версии с функцией FADEC.
Это можно было бы назвать концом развития серии −524, но когда Rolls разработала новую серию двигателей Trent выяснилось, что поставив HP (компрессор высокого давления) от серии −524G и −524H на Trent 700 можно улучшить его работу. Эти варианты стали легче, имели лучшую топливную эффективность и меньшее количество выбросов, они были обозначены соответственно −524G-T и-524H-T. Кроме того, можно было обновить существующие −524G/H двигатели на улучшенную конфигурацию -T и ряд авиакомпаний сделал это.
По мере разработки 524-й становился всё более надежным, и −524H достиг ETOPS длительностью 180 минут на 767 в 1993 году.

## Серия RB211-535

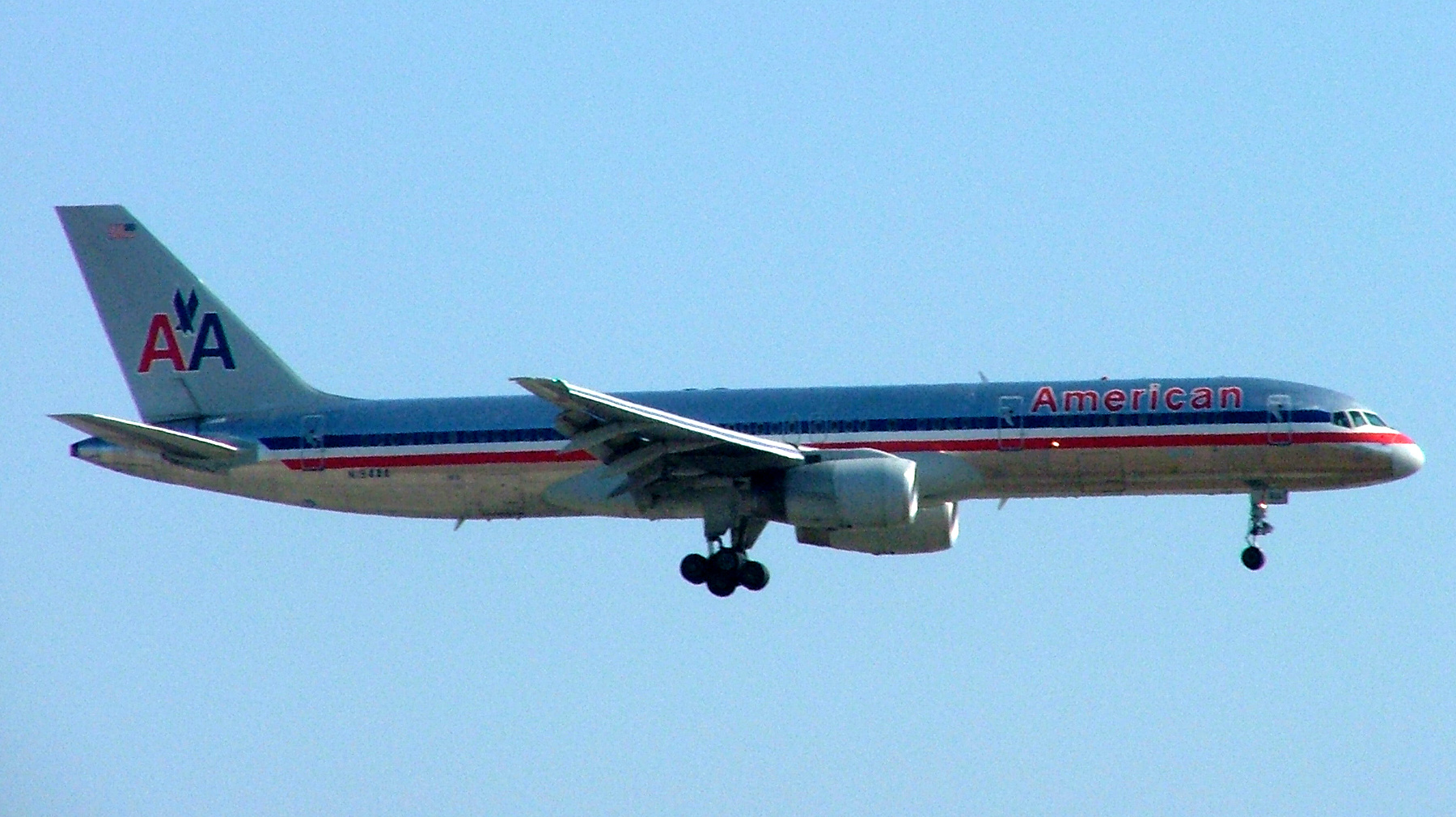
Boeing 757 American Airlines

В середине 1970-х годов Boeing сконцентрировался на разработке новых двухдвигательных самолетов для замены их популярного 707-го. При увеличении размеров предлагаемого самолета возросла и его вместимость с 150 пассажиров до, приблизительно, 200. Тогда в Rolls-Royce поняли, что двигатели RB211 могут быть адаптированы к нему путём уменьшения диаметра вентилятора и удаления первого уровня IP компрессора для достижения необходимой тяги 166,22 кН. Новую версию назвали RB211-535. На 31 августа 1978 года Eastern Airlines и British Airways объявили свои заказы на новые 757-е, оснащенные RB211-535. Обозначенный как RB211-535C, двигатель начал поставляться в январе 1983 года и это был первый раз, когда Rolls-Royce являлся поставщиком двигателей для самолета Boeing.
Однако в 1979 году Pratt & Whitney объявил, что их двигатель PW2000 (точнее версия PW2037) обеспечивает 8 % топливную экономию по сравнению с RB211-535C. Boeing начал оказывать на Rolls-Royce давление, требуя поставки более конкурентоспособного двигателя для 757-го. Rolls-Royce, используя более совершенное ядро от серии −524, создал двигатель RB211-535E4 с 178,22 kN тяги, который стал поставляться в октябре 1984 года. Хотя он не был столь же эффективен (в потреблении топлива), как PW2037, он был более надежный и тихий. Кроме того, он первым использовал широкохордный вентилятор, что повышало эффективность, снижало шум и давало дополнительную защиту от повреждения инородными предметами. В результате только небольшое количество выпущенных самолетов использовало модификацию −535С, а в основном использовалась модификация −535E.
Вероятно, наиболее важным был заказ на модификацию −535E мая 1988 года, когда American Airlines заказал 50 757 оснащенных модификацией −535E4, с указанием на низкий уровень шума двигателя в качестве наиболее важного фактора. Это был первый раз после L-1011 TriStar, когда Rolls-Royce получил значительный заказ от американской авиакомпании, что привело в последующем к доминирующему положению модификации −535E4 на рынке 757-х (757—200). Забавно (как писали в Air International) во время объявления, сделанного американцами, выбор модификации −535E4 был фактически сделан до выбора этих самых 757-х, хотя это стало долгожданными новостями и для Rolls-Royce и для Boeing.
После того, как двигатель был сертифицирован для 757-го, −535E4 было предложено установить на Ту-204-120, что и было впервые сделано в 1992 году. Это был первый российский авиалайнер имевший западные двигатели. Этой модификацией Boeing также предлагал заменить двигатели TF33 у B-52H (установить 4 вместо 8). Дальнейшая модернизация −535E4 совершилась в конце 1990-х годов, улучшив показатели выбросов двигателя, заимствуя технологии, разработанные для двигателя Trent 700.
Модификация −535E4 является чрезвычайно надежной, и сохраняет ETOPS длительностью 180 минут установленный на 757-м в 1990 году.

## Промышленный RB211
Еще когда в Rolls-Royce разрабатывали модификацию −22 было понятно, что будет несложно разработать версию двигателя для наземных электростанций, и в 1974 году стали выпускать промышленные RB211. Когда в Rolls была создана модификация −524, её улучшения были включены в промышленные RB211, обозначенные RB211-24. Генератор постепенно развивался в течение следующих лет и до сих пор на рынке сегодня, как и целый ряд генераторов производящих 25,2-32 Мегаватт.
Многие из этих установок используются при добыче нефти и газа на морских платформах.

## Морской WR-21
WR-21 входит в расширенный класс 25 МВт турбогенераторов. В этом двигателе осуществляют подачу охлажденного воздуха в компрессор высокого давления и отбирают энергию у горячих газов на выходе (что повышает эффективность цикла Брайтона), что до минимума снижает потребление топлива на разных режимах работы. Используется WR-21 как судовой двигатель.

## Технические данные
Семейство двигателей делится на 3 ветви

### Серия RB211-22
- Трёхвальный с большой степенью двухконтурности (5,0)
- Одиночный широкохордный вентилятор
- 7-ступенчатый осевой компрессор низкого давления (КНД)
- 6-ступенчатый осевой компрессор высокого давления (КВД)
- Одиночная кольцевая камера сгорания с 18 топливными форсунками
- Одиночная турбина высокого давления (1-й вал)
- Одиночная промежуточная турбина (2-й вал)
- Строенная турбина низкого давления (3-й вал)

### Серия RB211-524
- Трёхвальный с большой степенью двухконтурности (4,3—4,1)
- Одиночный широкохордный вентилятор
- 7-ступенчатый осевой компрессор низкого давления (КНД)
- 6-ступенчатый осевой компрессор высокого давления (КВД)
- Одиночная кольцевая камера сгорания с 18 топливными форсунками (с 24 на модификациях G/H-T)
- Одиночная турбина высокого давления (1-й вал)
- Одиночная промежуточная турбина (2-й вал)
- Строенная турбина низкого давления (3-й вал)

### Серия RB211-535
- Трёхвальный с большой степенью двухконтурности (4,3—4,4)
- Одиночный широкохордный вентилятор
- 6-уровневый промежуточный компрессор (IP)
- 6-уровневый компрессор высокого давления (КВД)
- Одиночная кольцевая камера сгорания с 18 топливными форсунками (с 24 на поздней модификации E4)
- Одиночная турбина высокого давления (1-й вал)
- Одиночная промежуточная турбина (2-й вал)
- Строенная турбина низкого давления (3-й вал)

Помимо того, что двигатель содержит промежуточный (IP) компрессор, его модификация −535E4 была первой с установленным широкохордным вентилятором, который не требовал демпферов, снижавших его эффективность. Этот двигатель также использовал более совершенные материалы, включая титан в компрессоре высокого давления и углепластиковые композиты в гондоле двигателя. Позднее в двигатель стали включать некоторые функции (например FADEC) из усовершенствованных моделей (-524).

### Сводная таблица
| Семейство двигателей RB211 | Семейство двигателей RB211 | Семейство двигателей RB211 | Семейство двигателей RB211 | Семейство двигателей RB211 | Семейство двигателей RB211 | Семейство двигателей RB211                      |
| Модель                     | Статическая тяга (kN)      | Вес двигателя (кг)         | Длина (см)                 | Диаметр вентилятора (м)    | Начало поставок            | Устанавливался на                               |
| -------------------------- | -------------------------- | -------------------------- | -------------------------- | -------------------------- | -------------------------- | ----------------------------------------------- |
| RB211-22B                  | 186,66                     | 4157,17                    | 303,2                      | 2,15                       | 1972                       | Lockheed L-1011-1, Lockheed L-1011-100          |
| RB211-524B2                | 222,22                     | 4451,55                    | 303,2                      | 2.15                       | 1977                       | Boeing 747—100, Boeing 747—200, Boeing 747SP    |
| RB211-524B4                | 222,22                     | 4451,55                    | 310,6                      | 2.18                       | 1981                       | Lockheed L-1011-250, Lockheed L-1011-500        |
| RB211-524C2                | 228,88                     | 4471,96                    | 303,2                      | 2.15                       | 1980                       | Boeing 747—200, Boeing 747SP                    |
| RB211-524D4                | 235,55                     | 4478,77                    | 310,6                      | 2.18                       | 1981                       | Boeing 747—200, Boeing 747—300, Boeing 747SP    |
| RB211-524D4-B              | 235,55                     | 4478,77                    | 310,6                      | 2.18                       | 1981                       | Boeing 747—200, Boeing 747—300,                 |
| RB211-524G                 | 257,77                     | 4386,23                    | 317,5                      | 2.19                       | 1989                       | Boeing 747—400                                  |
| RB211-524H                 | 269,33                     | 4386,23                    | 317,5                      | 2.19                       | 1990                       | Boeing 747—400, Boeing 767—300                  |
| RB211-524G-T               | 257,77                     | 4386,23                    | 317,5                      | 2.19                       | 1998                       | Boeing 747—400, Boeing 747-400F                 |
| RB211-524H-T               | 269,33                     | 4386,23                    | 317,5                      | 2.19                       | 1998                       | Boeing 747—400, Boeing 747-400F, Boeing 767—300 |
| RB211-535C                 | 166,22                     | 3308,5                     | 300,9                      | 1.86                       | 1983                       | Boeing 757—200                                  |
| RB211-535E4                | 178,22                     | 3294,89                    | 299,46                     | 1.88                       | 1984                       | Boeing 757—200, Boeing 757—300, Туполев Ту-204  |
| RB211-535E4B               | 191,55                     | 3294,89                    | 299,46                     | 1.88                       | 1989                       | Boeing 757—200, Boeing 757—300, Туполев Ту-204  |

## Сопоставимые двигатели

### Серия RB211-524
- General Electric CF6
- Pratt & Whitney JT9D
- Pratt & Whitney PW4000
- Прогресс Д-18T

### Серия RB211-535
- Pratt & Whitney PW2000
- Авиадвигатель ПС-90А